# Championnat du Koweït de football 1984-1985
Navigation
Saison précédente Saison suivante
La saison 1984-1985 du Championnat du Koweït de football est la vingt-quatrième édition du championnat de première division au Koweït. La Premier League regroupe les quatorze meilleurs clubs du pays au sein d'une poule unique où ils s'affrontent deux fois au cours de la saison, à domicile et à l'extérieur. À la fin de la compétition, seuls les cinq premiers et les deux vainqueurs des barrages de relégation se maintiennent en première division, qui ne comptera que 7 clubs la saison prochaine.
C'est le club d'Al Arabi Koweït, triple tenant du titre, qui remporte à nouveau le championnat en terminant en tête du classement final, avec cinq points d'avance sur Al Kuwait Kaifan et treize sur Kazma Sporting Club. C'est le 11e titre de champion du Koweït de l'histoire du club.

## Les clubs participants
| - Al Arabi Koweït - Al-Salmiya SC - Kazma Sporting Club - Al Kuwait Kaifan - Qadsia Sporting Club - Al Tadamon Farwaniya - Al-Shabab Koweit | - Al Nasr Koweït - Al Fehayheel - Al Sahel - Solaybeekhat - Al Yarmouk - Khitan FC - Al Jahra |

## Compétition

### Classement
Le barème utilisé pour établir le classement est le suivant :
- Victoire : 3 points
- Match nul : 1 point
- Défaite : 0 point

| Rang | Équipe               | Pts | J  | G  | N  | P  | Bp | Bc | Diff |
| ---- | -------------------- | --- | -- | -- | -- | -- | -- | -- | ---- |
| 1    | Al Arabi Koweït T    | 67  | 26 | 21 | 4  | 1  | 47 | 7  | +40  |
| 2    | Al Kuwait Kaifan C   | 62  | 26 | 18 | 8  | 0  | 65 | 13 | +52  |
| 3    | Kazma Sporting Club  | 54  | 26 | 16 | 6  | 4  | 44 | 22 | +22  |
| 4    | Al-Salmiya SC        | 44  | 26 | 12 | 8  | 6  | 41 | 24 | +17  |
| 5    | Qadsia Sporting Club | 41  | 26 | 12 | 5  | 9  | 55 | 32 | +23  |
| 6    | Al Tadamon Farwaniya | 40  | 26 | 11 | 7  | 8  | 35 | 33 | +2   |
| 7    | Al Jahra             | 37  | 26 | 10 | 7  | 9  | 37 | 33 | +4   |
| 8    | Al Yarmouk           | 35  | 26 | 10 | 5  | 11 | 32 | 37 | -5   |
| 9    | Al Fehayheel         | 31  | 26 | 7  | 10 | 9  | 32 | 31 | +1   |
| 10   | Al-Shabab Koweit     | 30  | 26 | 8  | 6  | 12 | 35 | 42 | -7   |
| 11   | Al Sahel             | 22  | 26 | 6  | 4  | 16 | 21 | 45 | -24  |
| 12   | Al Nasr Koweit       | 17  | 26 | 4  | 5  | 17 | 30 | 57 | -27  |
| 13   | Khitan FC            | 16  | 26 | 3  | 7  | 16 | 24 | 57 | -33  |
| 14   | Solaybeekhat         | 8   | 26 | 2  | 2  | 22 | 14 | 79 | -65  |

|  | Qualification pour la Coupe des clubs champions du golfe Persique 1986 et la Coupe des clubs champions arabes de football 1986 |
|  | Participation au barrage de relégation                                                                                         |
|  | Relégation directe en deuxième division                                                                                        |
|  | T : Tenant du titre C : Vainqueur de la Coupe du Koweït                                                                        |

### Matchs

#### Barrage de relégation
Quatre clubs se disputent deux places en première division pour la saison prochaine : Al Tadamon Farwaniya, Al Jahra, Al Yarmouk et Al Fehayheel. Le fonctionnement de ces barrages est inconnu mais on sait qu'Al Yarmouk et Al Fehayheel se maintiennent parmi l'élite.

## Bilan de la saison
| Championnat du Koweït de football 1984-1985       |                                                                                               |
| Champion                                          | Al Arabi Koweit (11e titre)                                                                   |
| Coupes et trophées                                |                                                                                               |
| Vainqueur de la Coupe du Koweït 1984-1985         | Al Kuwait Kaifan                                                                              |
| Qualifications continentales                      |                                                                                               |
| Coupe des clubs champions du golfe Persique 1986  | Al Arabi Koweit                                                                               |
| Coupe des clubs champions arabes de football 1986 | Al Arabi Koweit                                                                               |
| Promotions et relégations                         |                                                                                               |
| Promus en Premier League                          | Aucun                                                                                         |
| Relégués en First Division                        | Al Tadamon Farwaniya Al Jahra Al Shabab Koweit Al Sahel Al Nasr Koweit Khitan FC Solaybeekhat |